# Castillo de Recena

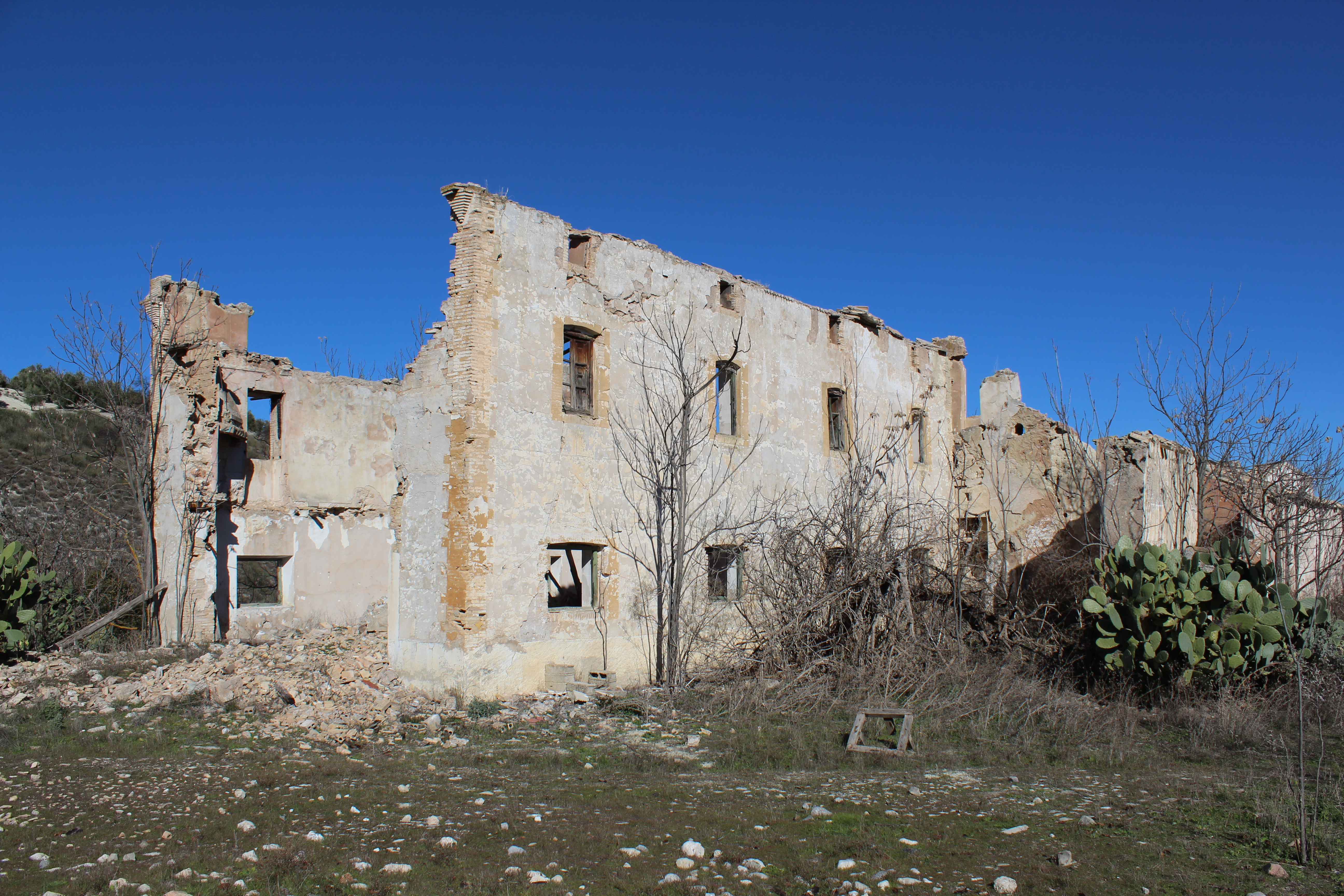
Cortijada arruinada de Recena, que provocó la demolición de parte del castillo

El castillo de Recena son los restos de una fortificación rural del siglo XIII de la que se desconoce su fisionomía original, ya que solo se han conservado restos de una torre y de muros. La pésima conservación se debe a que sobre él se construyó un cortijo, que en el siglo XX fue ampliado, conllevando esto último la demolición de gran parte del castillo. 
Se localiza en el término municipal de Jimena, a siete kilómetros al noreste de Mancha Real, sobre un peñón junto al río Torres, provincia de Jaén, Andalucía, España. Fue declarado Bien de Interés Cultural (BIC) en 1985.

## Descripción
Restos de una torre y de muros son los escasos vestigios que se han conservado, al librarse de la demolición que se llevó a cabo para la ampliación del cortijo a mediados del siglo XX. Los lugareños, según cita Eslava Galán, testimoniaban que el castillo era de un porte impresionante. El muro, de unos 1'80 metros de altura, está realizado en mampostería regular rematada con una esquina cadenada de sillarejo. Se ha conservado también una muralla baja que estaría indicando el recinto fortificado. En los restos de la torre se observan vestigios de revestimiento de estuco rojo en su parte baja.

## Ubicación

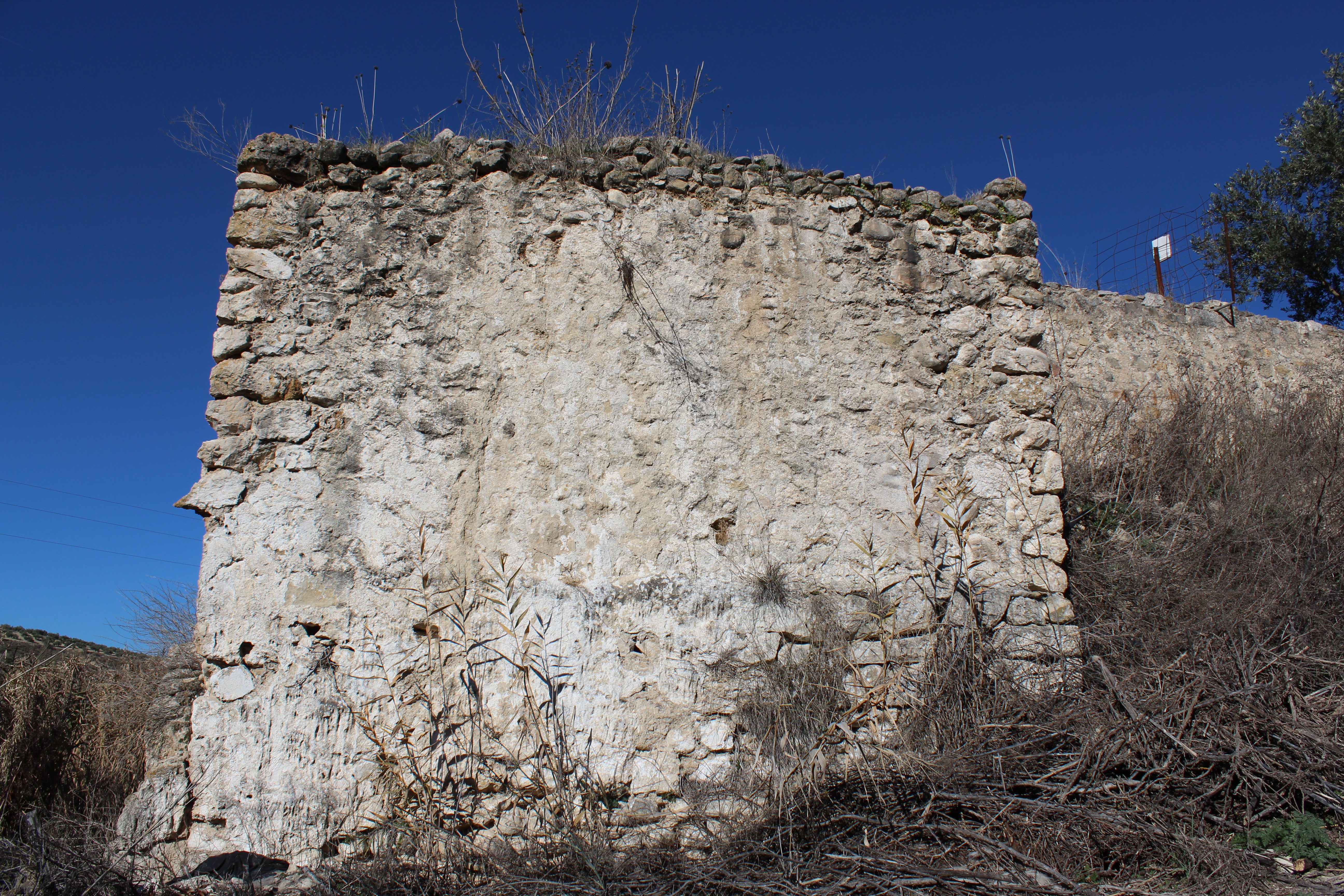
Molino medieval de Recena.

Su ubicación junto al río Torres y a un cruce de caminos antiguos, a saber: el que se dirigía del vado de Mazuecos o Mazuelos en el Guadalquivir, hasta la zona de Mancha Real, y el que seguía el curso del río Torres hasta Baeza, le otorgaba una excelente posición. Al hallarse junto a una zona muy fértil, como es la vega del río Torres, se desarrolló como núcleo agrícola autosuficiente, contando en sus aledaños con huertos, pastos, frutales, tierra calma para el cultivo de cereales, agua y salinas.
Frente al castillo y junto al río se conservan restos de un molino, muy probablemente medieval y relacionado con la fortaleza.

## Historia

### Época ibérica y romana
En el lugar del castillo existe un yacimiento que presenta estructura de enterramiento en fosa. Culturalmente se localiza en la fase romana: sigilata hispánica, siglo I y principios del II. Junto a este yacimiento se encuentra otro que presenta cerámica ibérica, común muy erosionada, una piedra de molino, tégulas, una losa y restos vidriados.

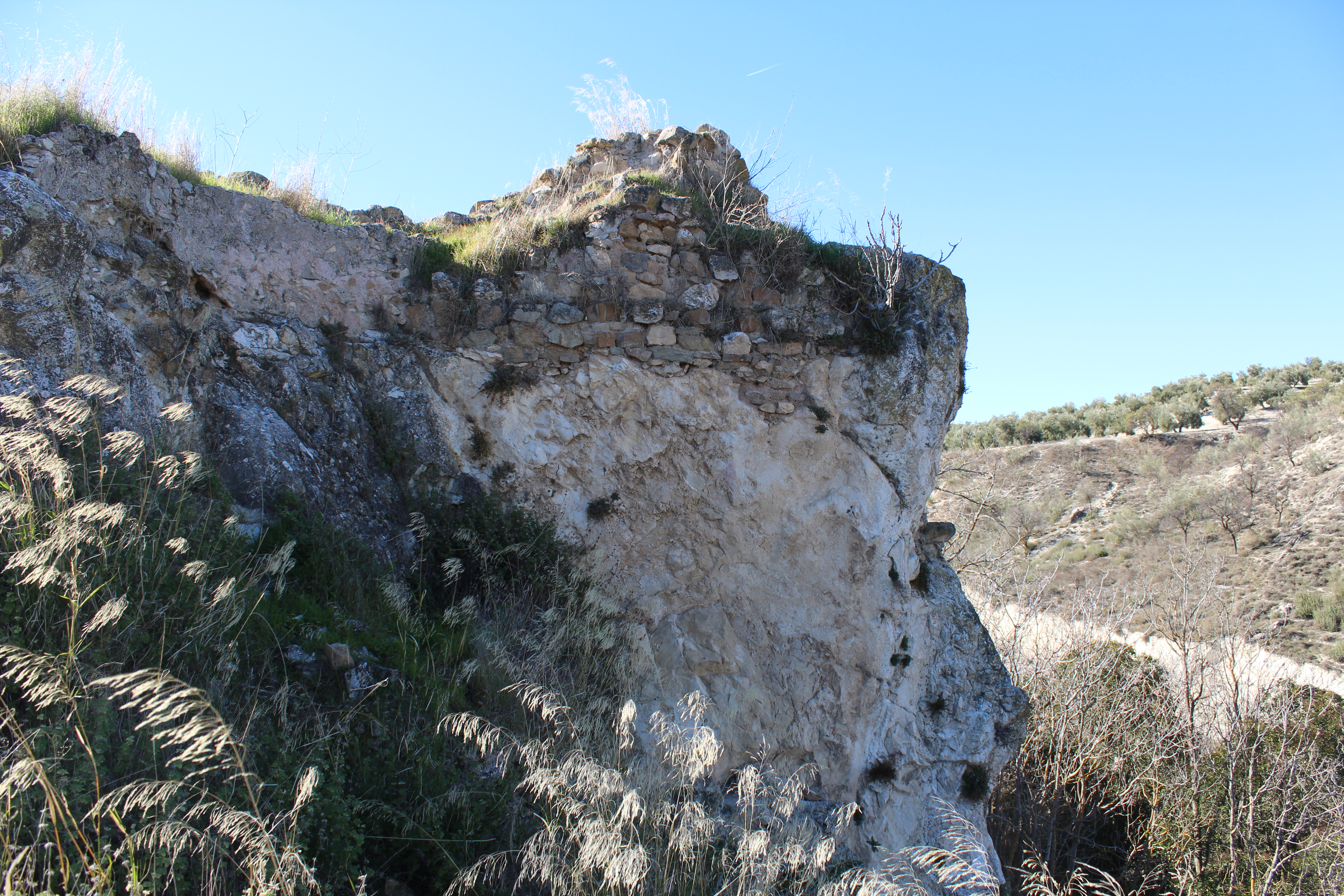
Restos de la torre del homenaje del castillo de Recena, sobre un promontorio rocoso.

### Época Bajomedieval
El 20 de noviembre de 1254, Alfonso X entrega Recena a Baeza. En 1329, el concejo de Baeza defiende en el marco de un pleito las salinas de Jarafe y Recena, que le fueron concedidas por privilegio real. En 1340 se menciona la «Atalaya de Recena» durante un pleito de amojonamiento por los baldíos del entorno del Guadalquivir.
En 1432, Juan II dona a D. Fadrique de Aragón las tres cuartas partes de Jimena y Recena, entre otros bienes. Este mismo rey, autorizará a D. Luís de Guzmán, maestre de la Orden de Calatrava, a incrementar las posesiones de esta orden en el Alto Guadalquivir, al cambiar los poblados de Maqueda, San Silvestre y Colmenar por los poblados de Arjona, Arjonilla, La Figuera, Recena, tres cuartas partes de Jimena y 300.000 maravedís. En este momento se crearía la encomienda de Torres, Canena, Jimena y el heredamiento de Recena.

... e Reçena con su castillo e dehesas, e los bienes que Ruy Lopez Davalos mi Condestable que fue de Castilla avia en Mengibar, segund quel Condestable lo tenia, e de las tres quartas partes de la villa de Ximena con su castillo e fortaleza ...

En el siglo XVI el ubetense Francisco de los Cobos, junto a varias adquisiciones de otras villas (Torres, Canena, Sabiote y Jimena), se hace con Recena, compra que realiza su mujer María de Mendoza.
En tiempos de Martín Ximena Jurado, en el siglo XVII, Recena pertenecía al Marqués de Camarasa, después de haber estado en manos del Marquesado de Los Cuevas. Previamente a estos Marquesados había pertenecido al de Bedmar.